# Ironton (Ohio)
Ironton település az Amerikai Egyesült Államok Ohio államában, Lawrence megyében, melynek megyeszékhelye is. Lakosainak száma 10 571 fő (2020. április 1.).

## Népesség
A település népességének változása:

| 2010 | 11 129 |
| 2020 | 10 571 |